# Gentianella raimondiana
Gentianella raimondiana är en gentianaväxtart som först beskrevs av Hugh Algernon Weddell, och fick sitt nu gällande namn av J.S. Pringle. Gentianella raimondiana ingår i släktet gentianellor, och familjen gentianaväxter. Inga underarter finns listade i Catalogue of Life.